# اوریان نیلاند
اوریان نیلاند (به نروژی :orjan nyland؛ زاده ۱۰ سپتامبر ۱۹۹۰) بازیکن فوتبال اهل نروژ است که در پست دروازه‌بان و برای باشگاه فوتبال استون ویلا در لیگ برتر انگلستان بازی می‌کند. او در شهر ولدا نروژ به دنیا آمده‌است.